# Sveriges studerande ungdoms helnykterhetsförbund

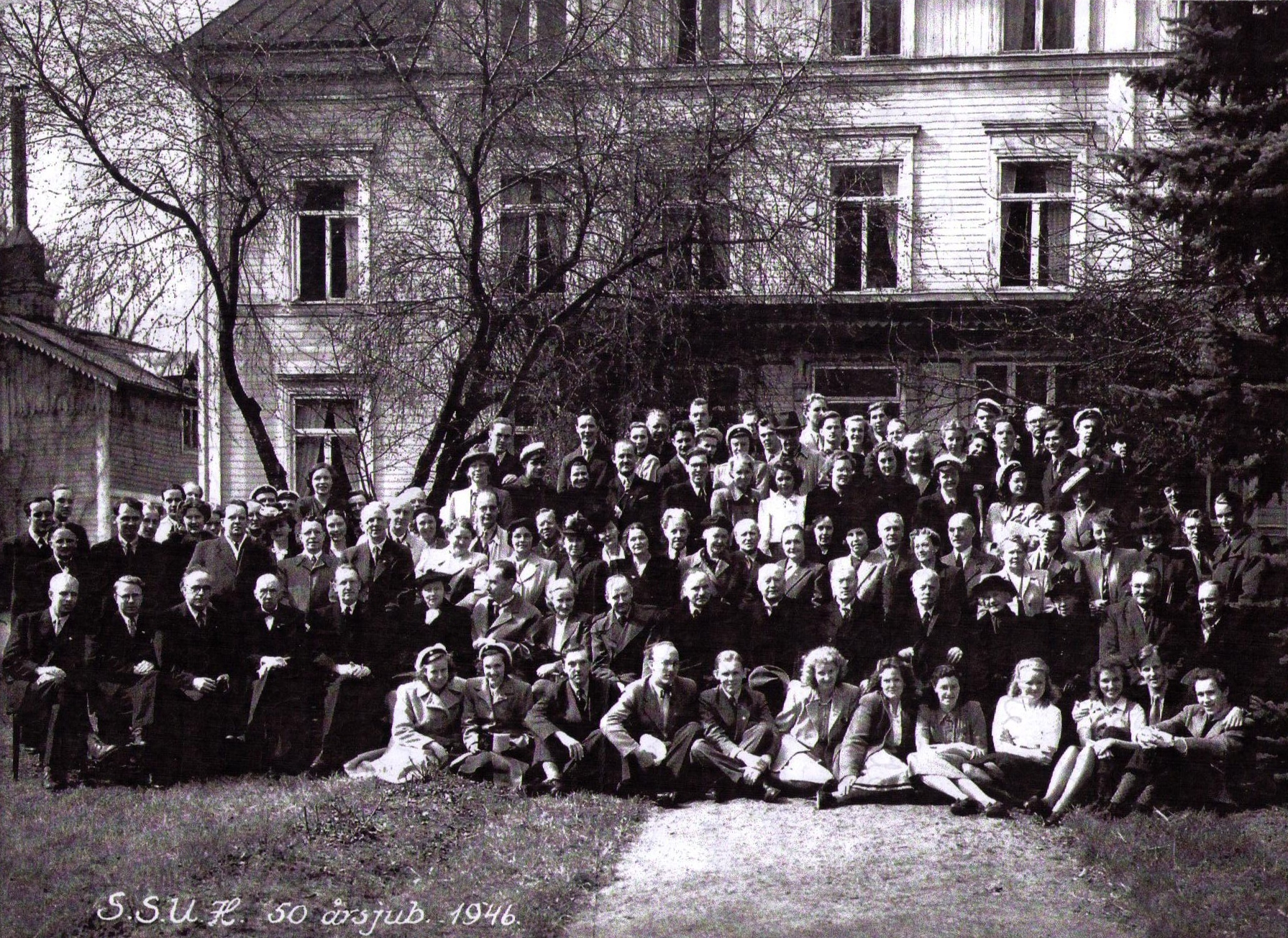
Gruppfoto vid 50-årsjubileet 1946. Bilden är tagen utanför Nykterhetsvännernas Studenthem i Uppsala.

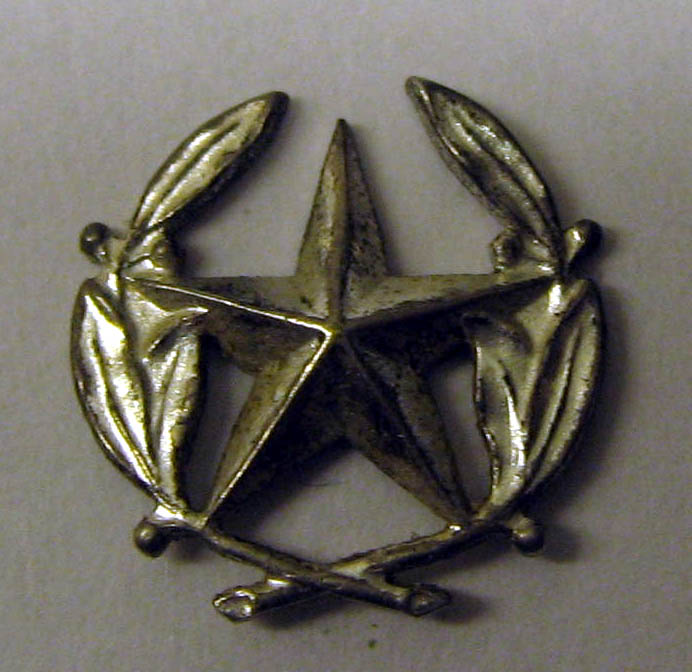
Medlemsnål.

Sveriges studerande ungdoms helnykterhetsförbund (SSUH) stiftades 1896 av Elof Ljunggren på Uppsala universitet och hade till uppgift att vid universitet, högskolor, akademier, läroverk, seminarier, tekniska skolor, folkhögskolor och därmed jämförliga läroanstalter verka för absolut avhållsamhet från berusande drycker som njutningsmedel, att utgöra ett föreningsband mellan helnykterhetsföreningar och enskilda absolutister bland Sveriges studerande ungdom samt att i sin mån befrämja andra ideella strävanden än nykterhetssaken, som åsyfta ungdomens förädling. 

## Historik
Unikt för SSUH bland 1900-talets folkrörelser var att det var en renodlad ungdomsorganisation som inte var knuten till någon organisation för vuxna. Även de högsta förtroendevalda var som regel under 25 år, medan många andra ungdomsorganisationer hade förtroendevalda i 30-årsåldern.
SSUH var från början en studentorganisation, men medlemsåldern sjönk med tiden och på 1960-talet var de flesta medlemmarna gymnasister. Samtidigt hade medlemsantalet sjunkit. Organisationen drogs i slutet av 1960-talet med i vänstervågen och beskrev alkohol och narkotika som medel för att passivisera folket. SSUH avvisade också den då vanliga föreställningen att missbruk av alkohol och narkotika skulle vara "symptom" på missförhållanden i samhället, och att det därför skulle vara meningslöst att motarbeta missbruket så länge som missförhållandena fanns kvar. I stället framställde de alkohol och narkotika som hinder mot bekämpandet av missförhållanden. Eftersom organisationen inte längre gjorde någon principiell skillnad mellan alkohol och narkotika, båda kallades för "droger", bytte organisationen 1973 namn till Förbundet Mot Droger. (Under åren 1970-1973 hette organisationen Sveriges Ungdoms Helnykterhetsförbund, men den behöll då förkortningen SSUH.)
SSUH var partipolitiskt oberoende men blandades ibland ihop med SSU. Personunionerna mellan SSUH och Laboremus kan eventuellt ha gjort att man trott att SSUH tillhörde arbetarrörelsen.
Många av medlemmarna fick en bra skolning inom SSUH då debatter och samhällsinformation var vanliga. Politiska ungdomsförbund var tidigare inte tillåtna på skolorna, varför samhällsintresserade ofta sökte sig till SSUH. 
Första Nutidsorienteringen ordnades 1939 på initiativ av Ivan Blomberg, medlem i SSUH. Dagens Nyheter och SSUH arrangerade nutidsorienteringen tillsammans under många år.
Flera före detta medlemmar har kommit in i regeringen eller fått höga befattningar i andra organisationer, exempelvis Sven-Erik Ragnar (bankman), Sigrid Gillner (riksdagsledamot, författare), Georg Borgström (miljövän), Ola Ullsten, Gunnar Ågren, Anna-Greta Leijon, Dick Urban Vestbro (arkitekt), Gunnar Hofring (landstingsråd och ordförande i Landstingsförbundet), Roland Svensson (Kooperativa Förbundet) och Birgitta Dahl. Några av de sistnämnda tillhörde även Laboremus.
Bertil Ohlin var medlem i lokalavdelningen Lunds studenters helnykterhetsförbund.
SSUH skall inte förväxlas med det socialdemokratiska ungdomsförbundet SSU, vilket ibland skett.

## Media
Föreningen gav 1896-1973 ut tidningen Polstjärnan. Den ersattes av tidningen Drog.